# Megalaria macrospora
Megalaria macrospora är en lavart som beskrevs av Fryday. Megalaria macrospora ingår i släktet Megalaria och familjen Megalariaceae.   Inga underarter finns listade i Catalogue of Life.